# 索维尼莱布瓦
索维尼莱布瓦（法語：Sauvigny-les-Bois，法語發音：[soviɲi le bwa]）是法国涅夫勒省的一个市镇，位于该省西南部，属于讷韦尔区。

## 地理
索维尼莱布瓦（46°58'7"N, 3°16'21"E）面积29.64 平方千米，位于法国勃艮第-弗朗什-孔泰大區涅夫勒省，该省份为法国中部省份，北至约讷省，西北接卢瓦雷省，西接谢尔省，南至阿列省，东南接索恩-卢瓦尔省，东临科多尔省。
与索维尼莱布瓦接壤的市镇（或旧市镇、城区）包括：蒙蒂尼欧萨莫涅、舍沃农、拉费尔默泰、安菲、圣埃卢瓦、圣让欧萨莫涅。

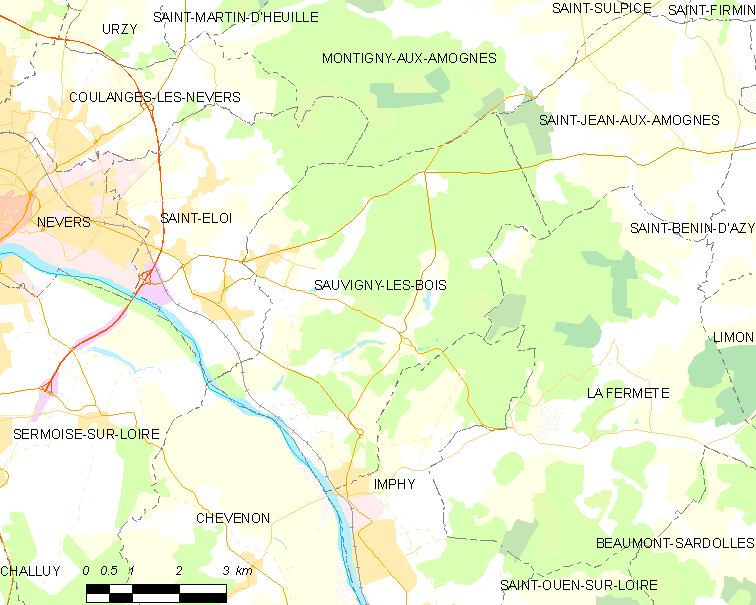
索维尼莱布瓦的OSM定位图

索维尼莱布瓦的时区为UTC+01:00、UTC+02:00（夏令时）。

## 行政
索维尼莱布瓦的邮政编码为58160，INSEE市镇编码为58273。

## 政治
索维尼莱布瓦所属的省级选区为安菲县。

## 人口

1962-2008年间索维尼莱布瓦人口变化图示

索维尼莱布瓦于2022年1月1日时的人口数量为1413人。